# Семпополь
Семпополь (пол. Sępopol, нем. Schippenbeil) — город в Польше, входит в Варминьско-Мазурское воеводство, Бартошицкий повят. Административный центр городско-сельской гмины Семпополь. Занимает площадь 4,63 км². Население — 1970 человек (на 1 января 2018 года).

## История
Прусское поселение упоминается со второй половины XIII века. Городские права предоставлены в 1351 году Великим Магистром Генрихом Дуземером. В Тринадцатилетней войне 1454—1466 годов принимал участие на стороне Прусского союза. В 1457 году около Шиппенбайля войска Польши и прусских сословий потерпели поражение от армии Тевтонского ордена. Однако сам город сдался лишь после двухмесячной осады в 1461 году. По Торуньскому миру 1466 года остался в Орденском государстве, и, впоследствии, Герцогстве Пруссия.
В 1749 году пострадал от пожара, в частности, сгорела ратуша в верхней части рынка. Дальнейшие разрушения принесло пребывание российских войск в 1807 году — сгорела новая барочная ратуша (нижний рынок). В XIX веке Шиппенбайль практически не развивался.
В 1912 году город получил водопровод и газовый завод, а в 1923 году — электрическую подстанцию. В 1925 году он имел население 2509 человек. К 1939 году Шиппенбайль достиг численности населения в 3434 жителя.
Во время Второй мировой войны здесь был построен крупный военный аэродром для штаб-квартиры Гитлера в Герложе. Особое внимание расширению этого аэродрома уделялось в 1944 году. Здесь организовали даже филиал концентрационного лагеря Штуттгоф, располагавшегося около Гданьска, охраняемый СС. 90 % заключенных составляли девушки и молодые женщины еврейской национальности из Венгрии и Греции (братская могила десятка человек была найдена на улице Мостовой, где во время войны располагалось СС).
В 1945 году город был сильно разрушен. Включен в состав Польского государства как деревня, а его население выслано в Германию. В послевоенный период центр Семпополя был восстановлен лишь в малой степени. Тем не менее, в 1973 году ему вновь предоставили статус города.

## География
Город лежит на Семпопольской низменности, у места впадения реки Губер в Лаву. Физико-географический макрорегион — Прегольская (Старопрусская) низменность.
Расстояние до государственной границы с Россией — 12 км, до Калининграда — около 70 км, до Ольштына (центра воеводства) — 85 км. Напрямую связан дорогами с соседними городами Бартошице и Корше, а также густой сетью второстепенных дорог, с окрестными сельскими поселениями. Ближайшая железнодорожная станция (5 км юго-западнее) — Вятровец, на линии Белосток — Бартошице.

## Памятники
В реестр охраняемых памятников Варминьско-Мазурского воеводства занесены:
- Городская планировка старого города XIV в.
- Костёл Михаила Архангела середины XIV—XIX вв.
- Плебания XIX в.
- Коммунальное кладбище XIX в.
- Кладбищенская часовня
- Кладбищенская ограда с воротами
- Лютеранско-аугсбургское кладбище XIX в.
- Городские стены XIV в. (остатки рядом с костёлом)
- Башня
- Дом конца XIX в. по ул. Костюшко, 4
- Дома конца XIX в. по ул.22 Июля, 3, 9
- Дома XIX в. по ул. Монюшко, 3, 5, 7, 19, 21, 23, 27, 31, 33, 35, 37, 39
- Дом XV/XVI — XX вв. по ул. Монюшко, 41
- Дома 2 половины XIX в. по ул. Мостовой, 2, 4
- Дома XIX в. по пл. Кооперативной, 3, 4, 5, 6
- Водонапорная башня 1912 г.

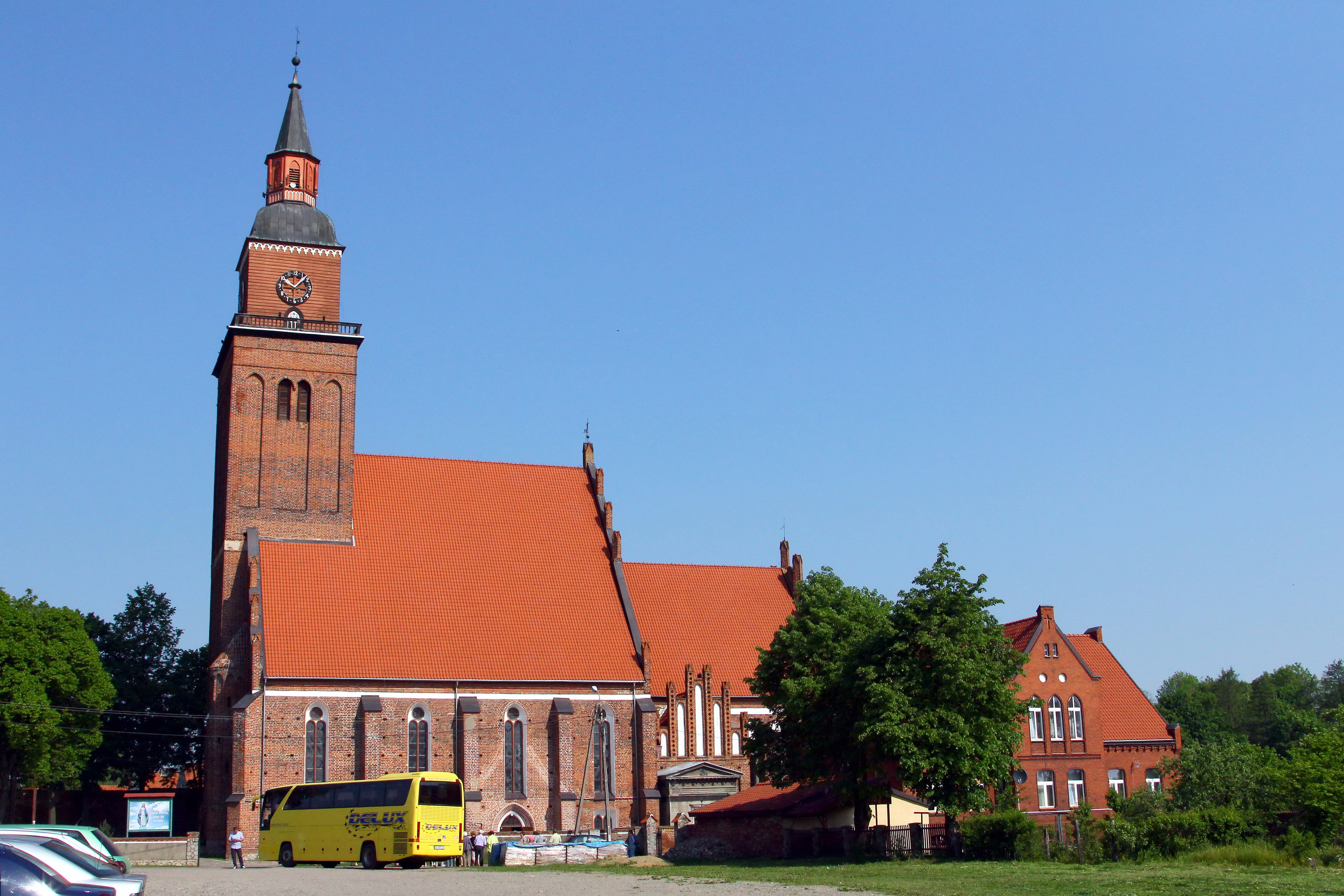
Костёл Св. Михаила
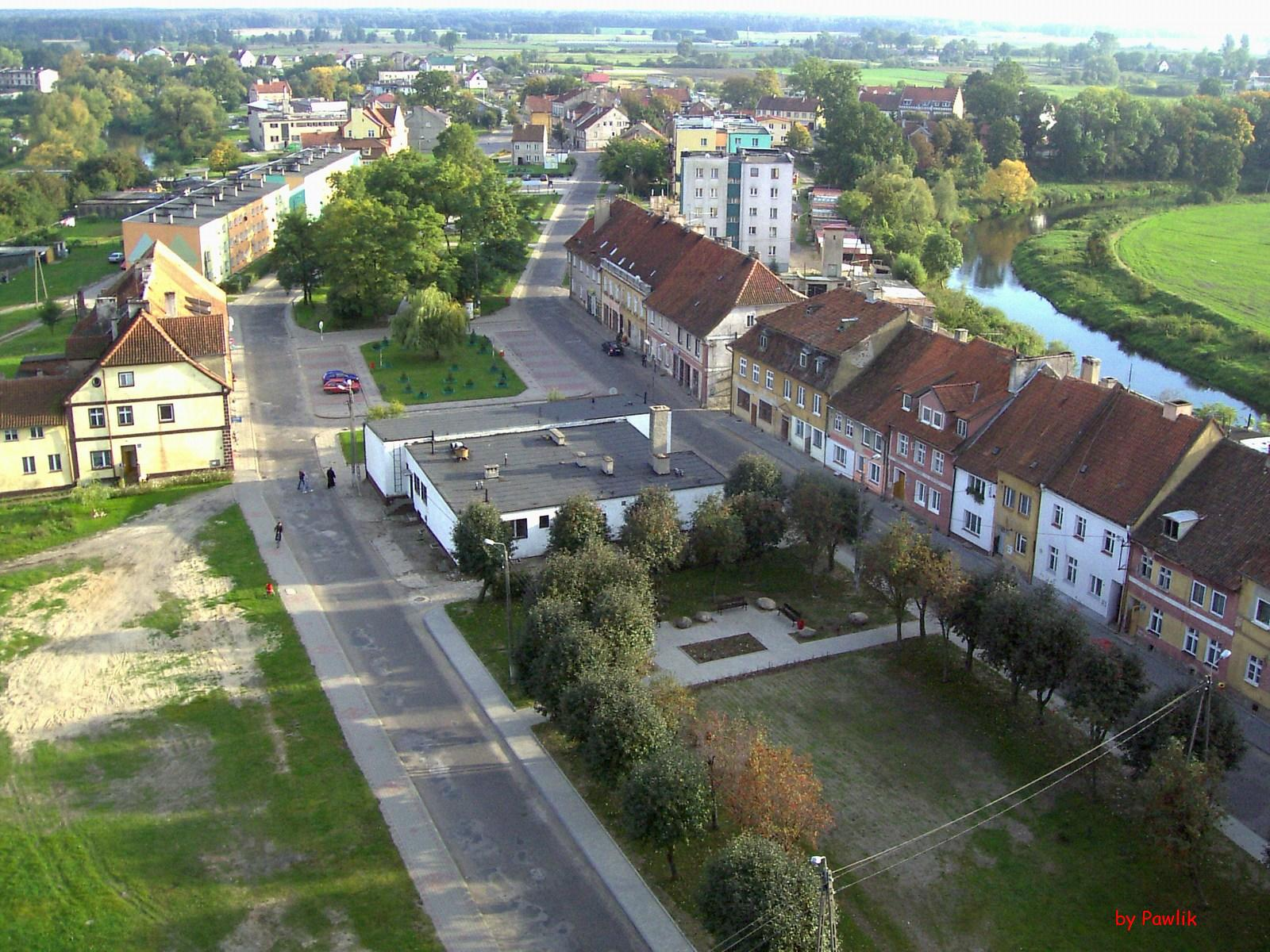
Вид на город с костёла
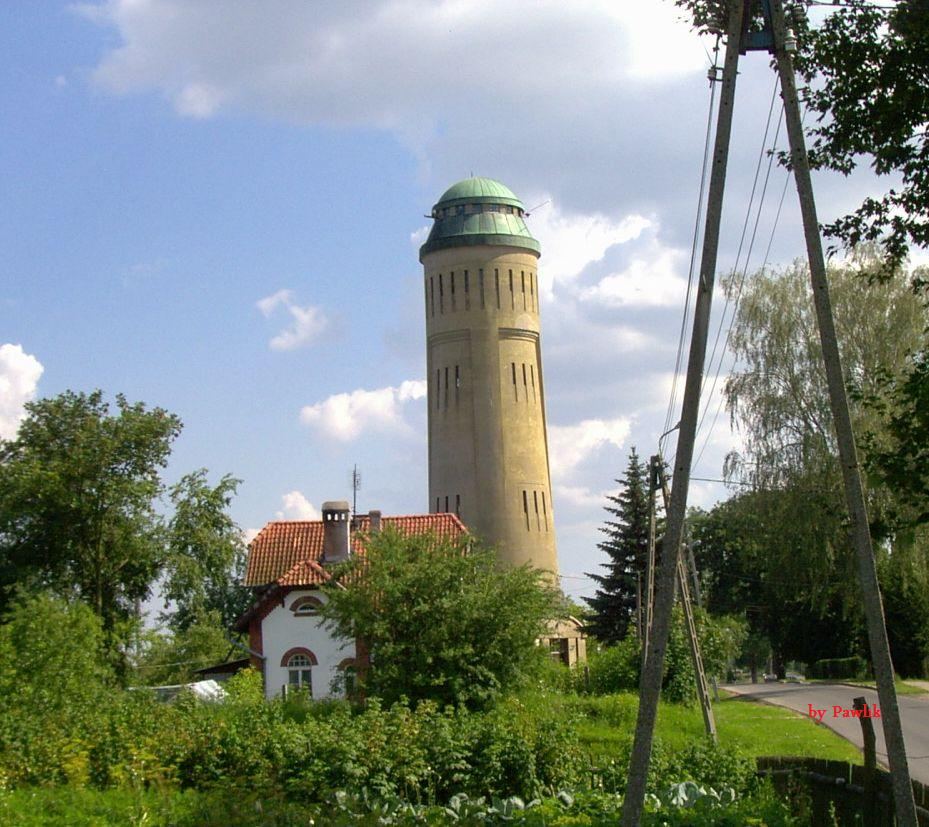
Водонапорная башня
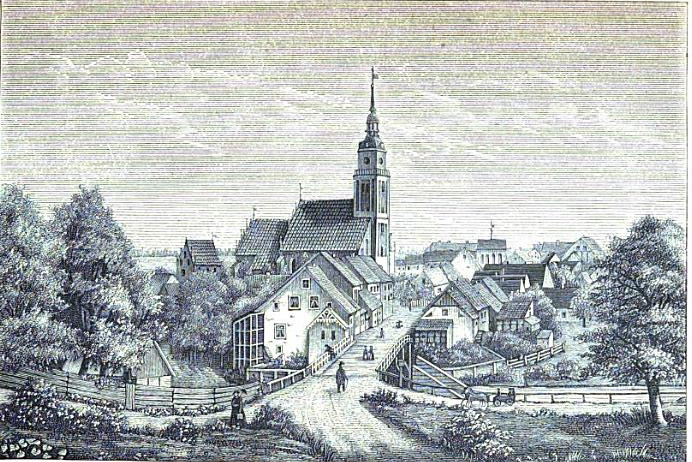
Шиппенбаиль в 1872 году